# Ilybiosoma seriatum
Ilybiosoma seriatum är en skalbaggsart som först beskrevs av Thomas Say 1823.  Ilybiosoma seriatum ingår i släktet Ilybiosoma och familjen dykare. Inga underarter finns listade i Catalogue of Life.